# Ráy
Ráy (tên khoa học: Alocasia macrorrhizos) là loài thực vật có hoa thuộc họ Ráy, bản địa tại các khu rừng mưa nhiệt đới từ Malaysia đến Queensland, hiện được trồng tại nhiều vùng nhiệt đới khác.
Ráy được thuần hóa để trồng bắt đầu từ Philippines.

## Đặc điểm sinh học
Cây ráy thuộc loài thực vật thân Cỏ, sống nhiều năm. Lá cây ráy to bản, tiết mồ hôi mạnh nên có tác dụng làm sạch môi trường trong phòng rất tốt.
Là loại cây mọc hoang dại, sống lâu năm, chiều cao từ 1-3m. Lá xếp thành hình hoa thị, mọc đối, lưỡi dẹt, tăng dần, với xoang đáy chiếu xuống dưới. Những chiếc lá xanh dày, có dây, có gân nổi rõ, hình gợn sóng (dài 50 cm- 1,2m và rộng 1,5 -3m) sinh ra trên những thân cứng (cuống lá có bẹ dài) mọc ra từ 1 thân cây thẳng đứng mập mạp (trở thành thân gỗ theo tuổi) mà cuối cùng có thể cao đến 3m.
Toàn bộ cây cuối cùng có thể  cao đến 10m trong điều kiện phát triển tối ưu.
Hoa đặc biệt, không sặc sỡ. hoa nở không liên tục quanh năm. Cây có quả với kích thước nhỏ màu xanh, khi chín màu đỏ, có hình dạng như những quả trứng nhỏ bọc xung quanh một cuống, hình thành trong quá trình trồng trọt không thường xuyên. Cụm hoa có đốm màu vàng và lá màu lục, nhưng hoa không có phấn hoa.

### Hoạt tính sinh học
ráy có chứa calci oxalat, hay còn gọi là raphite, một tinh thể không hòa tan. Chất này khiến phần nhựa của cây ráy trở thành nguy cơ gây bỏng da, kích ứng, sưng khi tiếp xúc. Đặc biệt là phần lưỡi, miệng, môi,…
Nếu nhà có con nhỏ hoặc thú cưng thì không nên để các loại ráy trong tầm với của chúng. Chẳng may ăn phải lá ráy thì sẽ bị trúng độc và sưng, dị ứng là triệu chứng nhẹ. Nghiêm trọng sẽ là mất tỉnh táo, khó thở, ảnh hưởng hệ tiêu hóa.
Kể cả không thường xuyên có trẻ em hoặc vật nuôi thì mọi người cũng nên thận trọng khi tiếp xúc với mủ của cây ráy. Khi chưa được làm chín bằng bất cứ hình thức nào thì các bộ phận trên cây này cũng có thể tiềm ẩn sự nguy hiểm.

## Một số tác dụng của cây ráy
Trang trí sân vườn.
- Những căn nhà có thiết kế đặc biệt có thể thoát khí như nhà sàn của quán cà phê, nơi nghỉ mát,…
- Đường đi các khu resort, quán cà phê, biệt thự,…
- Dọc hành lang các trung tâm thương mại.
Dân gian Việt Nam thường sử dụng củ ráy để giảm sốt, trị bệnh gút, mụn nhọt ngoài da và đau nhức xương khớp do phong tê thấp.
Ráy có thể dùng làm thức ăn cho gia súc, hoặc thậm chí cho người. Vào thời kì nạn đói năm 1945, người dân đã phải dùng ráy, khoai lang, cỏ dại, cám để nấu làm đồ ăn cho người.

## Trồng và chăm sóc

### Nhân giống
Là loại cây sinh sản vô tính, nên nhân giống bằng cách phân chia cây con từ thân mẹ và mang đi ươm trồng.
Sau khi trồng cần tưới nước ngay để tạo điều kiện cho ráy bén rễ vào giá thể.

### Đất:
Họ ráy không kén đất canh tác, chịu được đất bùn nhão, đất thịt, chịu phèn chua khá tốt. Sử dụng đất hữu cơ, đất sạch khi trồng cây vào chậu nhỏ.
Nếu muốn cây luôn xanh tốt, bạn cần chọn đất tơi xốp với đầy đủ dinh dưỡng. Một trong những loại đất phù hợp nhất để trồng Ráy cảnh đó là đất thịt. Bạn có thể chuẩn bị chậu có chứa loại đất này và trồng cây con để chăm sóc.

### Bón phân:
Hàng năm từ tháng 1 đến tháng 3 nên bón phân loãng cho cây một lần, có thể tăng tỉ lệ nguyên tố ni-tơ, đồng thời thêm ít sulfat sắt, cũng có thể dùng đất lá mục, đất bùn hoặc đất phù sa làm nguồn dinh dưỡng bổ sung cho cây.
Nên bón phân dưỡng lá, phân trùn quế và một số loại phân hữu cơ khác.

### Nhiệt độ:
Ráy là loài thực vật nhiệt đới, nhiệt độ sinh trưởng phù hợp nhất là từ 20 – 30 độ, thấp nhất có thể chịu được 0-8 độ. Khi nhiệt độ ấm dần lên cần chăm bón nhiều hơn.
Nếu vào mùa đông nên chuẩn bị các biện pháp làm ấm, nhiệt độ phòng không được thấp quá, có thể mở điều hòa âm trong phòng, hoặc trùm túi ni lông lên cây rồi đục vài lỗ để thoát khí.

### Độ ẩm:
Cây ráy ưa ẩm, vào mùa xuân, hè và thu nên duy trì độ ẩm cho đất, độ ẩm trong phòng không nên thấp quá 60%.
Vào mùa đông nên hạn chế tưới nước. Trả cây lại vườn vào mùa xuân. Mặc dù tại bản địa, hay ngoài sân vườn tự nhiên cây ráy cảnh chịu ngập được khá lâu, và có thể ngâm thân rễ trong nước một phần trong suốt thời gian phát triển.
Với cây đã trồng trong chậu, hoặc trong nhà ở hạn chế tối đa tưới nước đẫm.

### Ánh sáng:
Nơi cây được phát triển tốt nhất là trong bóng râm một phần hoặc ánh nắng mặt trời lọc trong đất ẩm đến ẩm ướt, giàu chất hữu cơ ở những vị trí có mái che, tránh gió mạnh có thể làm hỏng nghiêm trọng những lá cây cảnh khổng lồ. Lá thường bị cháy xém khi phơi đủ nắng. Cây sẽ phát triển ở những nơi ngập nước định kỳ. Cuống lá sẽ yếu đi và không có khả năng chống đỡ lá trong bóng râm quá nhiều. Nếu trồng trong nhà không có nắng thì nên đem cây ra phơi nắng 2 đến 4 giờ mỗi ngày.Với những chậu cây được trồng trong nhà thì cần mang ra ngoài nắng khoảng 4-6 tiếng mỗi ngày.

### Phòng trừ một số loại bệnh, sâu hại trên ráy:
- Bệnh cháy sinh lý: cháy mép lá do thời tiết nắng nóng. Trị bệnh bằng thuốc diệt khuẩn Xantocin liều lượng 1 gói/ 1 bình 16 lít nước. Phun cách nhau 5-7 ngày.
- Bệnh thối thân:
+ Sử dụng Mekomil Gold để trị bệnh theo liều lượng pha 50 – 60g với 25 lít nước, phun 400-600 lít/ ha. Thời gian phun cách nhau 7 ngày.
+ Sử dụng thuốc zizomi 1 tuần /1 lần theo liều lượng 1 gói/ 16 lít.

## Thu hoạch
Cây ráy thường thu hoạch củ khi cây bắt đầu lụi (tùy theo thời tiết từng vùng nhưng thường thì mùa thu hoặc cuối năm). Người ta chỉ thu hoạch phần củ nổi. Có thể chưa thu hoạch để mùa sang năm thu hoạch khi cây đã 1 - 2 năm để cây lại phát triển (theo mùa) tiếp. Càng để lâu rễ củ ráy càng to và cao, dài. Nhưng nếu để quá lâu củ ráy sẽ bị rỗ, mắt ráy sâu, sượng. Nếu thu hoạch vào mùa cây bắt đầu sinh trưởng lại ăn thường ngứa và sượng hơn. Thời gian thu hoạch tốt nhất 2 - 4 năm.

## Hình ảnh

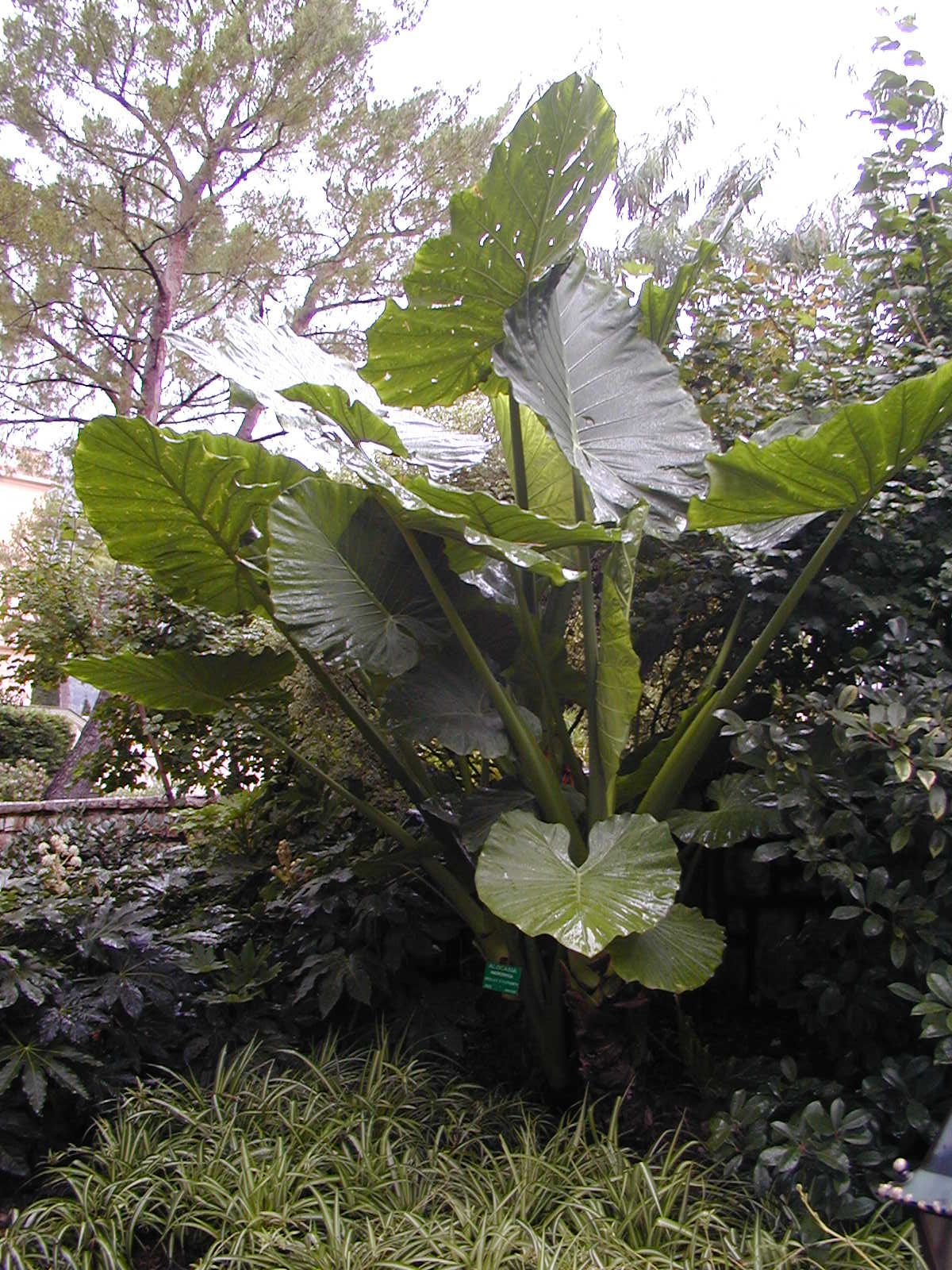
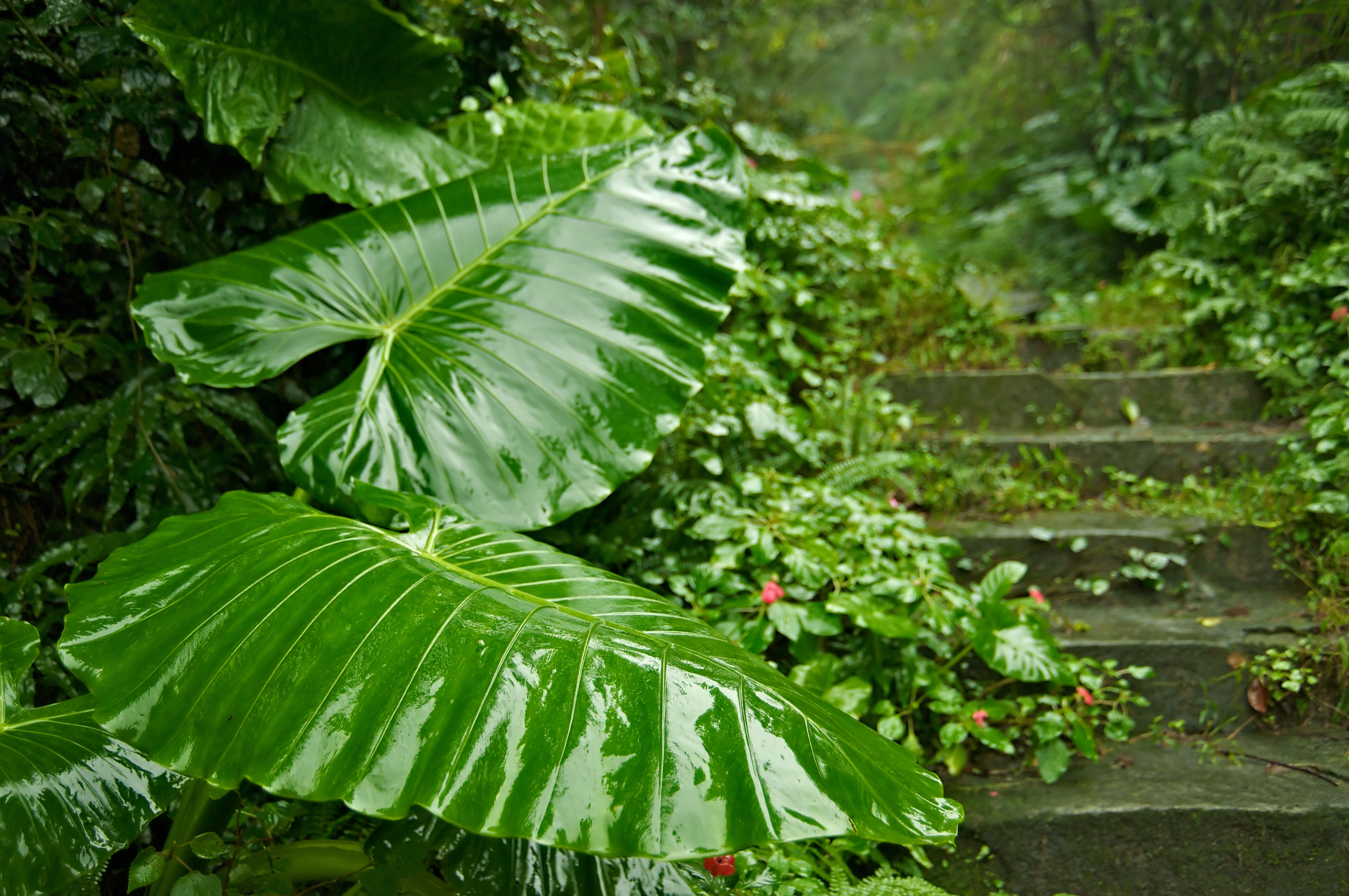
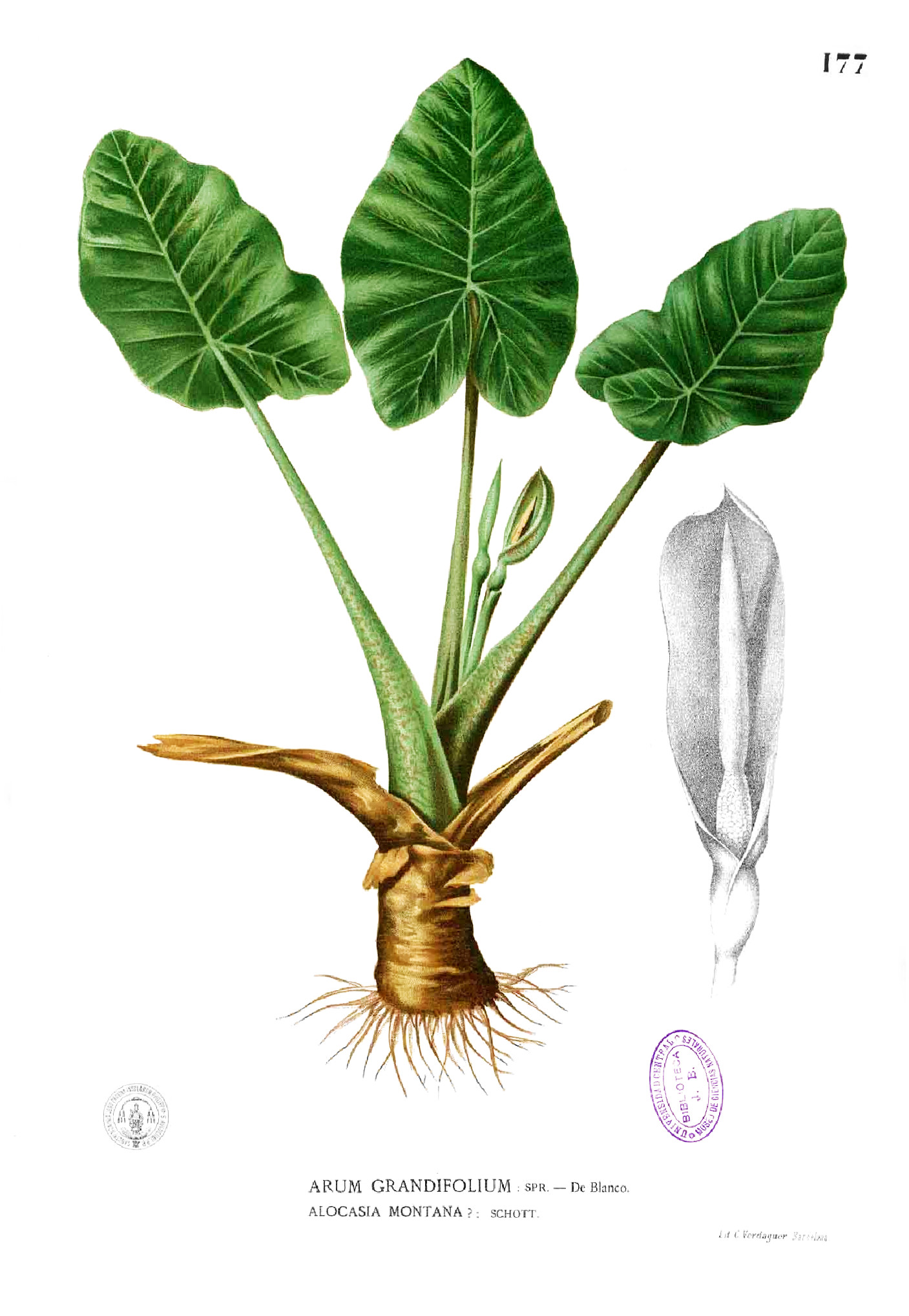
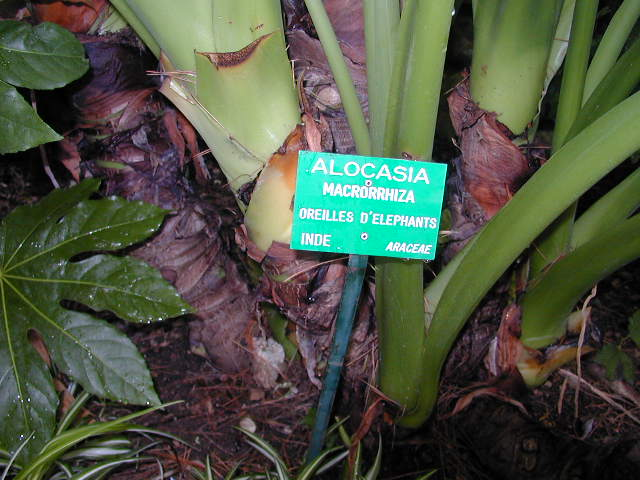